# Dendrobium salomonense
Dendrobium salomonense är en orkidéart som beskrevs av Rudolf Schlechter. Dendrobium salomonense ingår i släktet Dendrobium, och familjen orkidéer. Inga underarter finns listade i Catalogue of Life.